# Swæfred
Swæfred est roi d'Essex au tournant du VIIIe siècle.

## Biographie
Swæfred est l'un des fils du roi Sæbbi. Il succède à son père vers 693 ou 694, conjointement avec son frère Sigeheard, lorsque Sæbbi décide d'abdiquer pour se retirer dans un monastère,.
Faute de sources, le règne de Swæfred et Sigeheard est mal connu. Bède le Vénérable s'intéresse davantage à leur cousin Offa, qui partage le pouvoir avec eux pendant un certain temps jusqu'à sa propre abdication, en 709. On connaît néanmoins quelques chartes émises par Swæfred, dont deux par lesquelles il offre des terrains de 30 et 10 hides pour la fondation d'un monastère à Nazeing.
On ignore quand Sigeheard et Swæfred cessent de régner après l'abdication d'Offa. Leur successeur (direct ou indirect ?) Swæfberht meurt en 738.